# 緑川兼吉
緑川 兼吉（みどりかわ けんきち、1878年〈明治11年〉11月26日 - 1906年〈明治39年〉6月1日）は、青森県平川市（旧南津軽郡）出身で高砂部屋、中村部屋（大坂相撲時代）に所属した元大相撲力士。本名は一戸 兼吉。身長173cm、体重89kgと小兵だった。

## 人物
1894年1月初土俵（序ノ口）。1899年1月新十両。十両では順調に勝ち星を重ね、1900年1月には6勝2敗の成績で優勝相当成績を挙げた。
しかし、翌1900年5月新入幕を果たすも、突然脱走。大坂相撲に加入して相撲を取っていたが、1904年5月にまたも脱走し、源氏山頼五郎一派に加わって各地を巡業した。1906年5月になって漸く帰参を許されたが、脳充血に罹り、6月1日に27歳で急死した。

## 成績（東京相撲）
- 番付在位場所数：10場所
- 十両在位：4場所
- 十両成績：13勝8敗1分
- 幕内在位：1場所
- 幕内成績：0勝0敗10休（脱走したため）[1]
- 通算成績：13勝8敗10休1分（便宜上幕内と十両の合計を表示。幕下以下を含めた正確な通算成績は不詳。ただしこの他に幕下在位時の対十両戦として4勝1敗の記録がある）
- 優勝相当成績：1回（十両時代の1900年1月場所）。

### 場所別成績
| 1894年 （明治27年） | 西序ノ口24枚目 –    | 西序ノ口19枚目 –             |
| 1895年 （明治28年） | 番付非掲載 不出場   | 番付非掲載 不出場            |
| 1896年 （明治29年） | 番付非掲載 不出場   | 番付非掲載 不出場            |
| 1897年 （明治30年） | 番付非掲載 不出場   | 東三段目3枚目 –              |
| 1898年 （明治31年） | 東幕下23枚目 –      | 東幕下5枚目 4–1 （対十両戦） |
| 1899年 （明治32年） | 東十両7枚目 3–1 1分 | 東十両3枚目 4–2              |
| 1900年 （明治33年） | 東十両2枚目 6–2     | 東前頭13枚目 0–0–10          |
| 1901年 （明治34年） | (大坂相撲)          | (大坂相撲)                   |
| 1902年 （明治35年） | (大坂相撲)          | (大坂相撲)                   |
| 1903年 （明治36年） | (大坂相撲)          | (大坂相撲)                   |
| 1904年 （明治37年） | (大坂相撲)          | x                            |
| 1905年 （明治38年） | x                   | x                            |
| 1906年 （明治39年） | x                   | 東十両筆頭 引退 0–3–0        |
| 各欄の数字は、「勝ち-負け-休場」を示す。 優勝 引退 休場 十両 幕下 三賞：敢=敢闘賞、殊=殊勲賞、技=技能賞 その他：★=金星 番付階級：幕内 - 十両 - 幕下 - 三段目 - 序二段 - 序ノ口 幕内序列：横綱 - 大関 - 関脇 - 小結 - 前頭（「#数字」は各位内の序列） |                     |                              |

- 幕下以下の地位は小島貞二コレクションの番付実物画像による。また当時の幕下以下の星取や勝敗数等の記録については2024年現在相撲レファレンス等のデータベースに登録がなく、特に序二段や序ノ口については記録がほとんど現存していないと思われるため、幕下以下の勝敗数等は暫定的に対十両戦の分のみを示す。

## 改名
緑川 → 一ノ矢(1906年5月場所)